# Carpo
     Osso scafoide
     Osso semilunare
     Osso piramidale
     Osso pisiforme
     Osso trapezio
     Osso trapezoide
     Osso capitato
     Osso uncinato

Le ossa della mano, in evidenza (lettere A-H) le ossa del carpo:
Osso scafoide
Osso semilunare
Osso piramidale
Osso pisiforme
Osso trapezio
Osso trapezoide
Osso capitato
Osso uncinato

Il carpo è la parte dello scheletro dell'arto superiore che congiunge il radio con il metacarpo. È compreso nella regione del polso. Il carpo è fondamentale per la corretta funzionalità dell'articolazione del polso. 
Esso risulta composto da otto ossa brevi disposte su due file, delle quali una prossimale e una distale. 
- Compongono la fila prossimale in senso lateromediale:
  - (A) l'osso scafoide o navicolare del carpo;
  - (B) l'osso semilunare o lunato;
  - (C) l'osso piramidale o triquetro;
  - (D) l'osso pisiforme.

- Compongono la fila distale in senso lateromediale:
  - (E) l'osso trapezio;
  - (F) l'osso trapezoide;
  - (G) l'osso capitato o grande osso;
  - (H) l'osso uncinato o amato.

## Doccia carpale
Articolandosi tra loro, le ossa del carpo costituiscono sul lato palmare la doccia o tunnel carpale.
La doccia carpale è uno spazio del polso, posto volarmente, attraverso il quale scorrono i tendini dei muscoli flessore superficiale delle dita, flessore profondo delle dita e flessore lungo del pollice. Tale doccia è delimitata lateralmente e medialmente da quattro rilievi tubercolari:
- Lateralmente:
  - il tubercolo dello scafoide, che sporge dalla superficie palmare dello scafoide;
  - il tubercolo del trapezio, che sporge dalla superficie palmare del trapezio.
- Medialmente:
  - l'osso pisiforme, che sporge dalla superficie palmare dell'osso piramidale, con il quale si articola;
  - l'uncino, che sporge dalla superficie palmare dell'osso uncinato.

Il legamento trasverso del carpo, tendendosi sull'apice dei quattro rilievi, trasforma la doccia carpale in un canale osteo-fibroso detto tunnel carpale.

## Etimologia
La parola carpo deriva dal greco καρπός (karpós), "giuntura" .
La parola karpós deriva dalla lingua protoindoeuropea nella sua radice kerp-. 
Direttamente dal greco καρπός derivano:
- il prefissoide "carpo-" e il suffissoide "-carpo", che significano 'frutta' (ad esempio in carpofago, ascocarpo e pericarpo).
- Carpello, l'organo riproduttivo femminile di un fiore.
- Carpologia, lo studio di frutti e semi.
- Carpoforo, il corpo fruttifero di un fungo.
- Il nome proprio Carpoforo (lett. "fruttifero").

Parole imparentate si possono trovare in molte lingue indo-europee, tra cui l'inglese moderno in parole come harvest (dalle lingue germaniche), carpet, excerpt e scarce (dal latino). Anche le lingue neolatine hanno sviluppato la medesima radice (per esempio in italiano carpire), attingendo per lo più dal verbo latino carpo, affine al greco Karpos e probabilmente da esso discendente come significato (afferrare, prendere, cogliere, per estensione dal cogliere la frutta con la mano): ad esempio una nota espressione in lingua latina è carpe diem ("cogliere il tempo"), che utilizza in senso figurato quel verbo.